# Iron Bridge
Az Iron Bridge, azaz Vashíd Angliában, Shropshire grófságban, Coalbrookdale közelében íveli át a Severn folyót. A teljes egészében öntöttvasból készült szerkezet a maga nemében első volt a világon.
Az ötlet Thomas Farnolls Pritchardtól származott, aki építész és hídépítő mérnök volt, s emellett a vas megszállottja. A tervet felkarolta a fiatal vasgyáros, III. Abraham Darby, akinek nagyapja által alapított jó hírű vasgyára Coalbrookdale-ban volt. Az első, sikertelen kísérletek után 1777-ben sikerült kiönteni a híd bordáit és a fedőlapokat. Pritchard rövidesen meghalt, és a híd további építése Darbyra maradt. Az előre gyártott elemeket a helyszínen állították össze, de nem szegecsekkel, hanem ékek és fogazatok segítségével. A hidat 1781. január 1-jén adták át a forgalomnak, s azonnal nagy érdeklődést keltett. Az a tény, hogy épen átvészelte az 1795-ben lezajlott súlyos áradást, az építők és a vasgyár számára hatalmas reklámot hozott. De ezt Abraham Darby már nem érte meg. Igen fiatalon, 1789-ben, 39 éves korában meghalt.
A bordázat egy darabja 5,1 tonna, a híd teljes súlya 384 tonna, fesztávja 30,6 méter. Az idők folyamán a híd végénél egy kis település alakult ki, Ironbridge. Az 1970-es évek elején a hidat felújították, majd 1999 és 2002 között újra. Az Iron Bridge a körülötte fekvő muzeális értékkel bíró iparterülettel ma a világörökség része. A 15,5 km²-en fekvő területen található a Darby-vasgyármúzeum, a Coalport-porcelánmúzeum, egy csempemúzeum és egy 19. század végi, rekonstruált iparnegyed.

## Külső hivatkozások
- Az Ironbridge Gorge Múzeum honlapja
- Az építés története Archiválva 2006. május 16-i dátummal a Wayback Machine-ben
- Fotók
- Thomas Farnolls Prichard életrajza
- A Darby család
- A Darby-vasgyár
- Iron Bridge az UNESCO világörökség honlapján (angolul)